# 聖霑寺
聖霑寺（しょうでんじ）は、福岡県北九州市小倉南区に所在する日蓮正宗の寺院であるが、正信会の僧侶が占有・居住している。山号は広道山 （こうどうざん）。

## 起源と歴史
- 1932年（昭和7年）11月21日 - 当時の小倉市上富野に道宏閣として建立される。開基は日蓮正宗大石寺第60世法主日開。
- 1958年（昭和33年）9月10日 - 寺号山号を公称する。
- 1978年（昭和53年）12月25日 - 現所在地に移転する。
- 1982年（昭和57年）4月5日 - 当時の住職が第67世法主日顕の法主としての地位を否定したため、日蓮正宗の宗制宗規に違背したことにより破門されたが、聖霑寺を占有し、居住している。
  - 聖霑寺は日蓮正宗の末寺である。現住職（代表役員）も日蓮正宗の僧侶（法貴寺住職が兼務）である。また、総代（責任役員）も日蓮正宗の信徒（法貴寺）であり、土地建物も聖霑寺の所有するところである。ただし裁判所の1982年当時の住職の地位保全の決定によって、存命中は聖霑寺を占有することは認められているため、何らかの理由で退去しない限りは日蓮正宗は聖霑寺においては宗教活動をすることはできない状態である。

## 所在地
- 福岡県北九州市小倉南区葛原東3丁目3-36

## 寺院周辺
- 小倉リハビリテーション学園
- 北九州市立沼小学校

## 交通アクセス
- 日豊本線下曽根駅から車で5分